# Mascali
Mascali (Màschili in siciliano) è un comune italiano di 14 387 abitanti della città metropolitana di Catania in Sicilia.
L'attuale centro urbano, sorto negli anni trenta del Novecento, alcuni anni dopo la distruzione del precedente abitato, a seguito dell'eruzione lavica del 1928, è attraversato dalla Strada Statale 114 in posizione centrale rispetto a Giarre e Fiumefreddo di Sicilia, a nord di Catania.

## Origini del nome
Il toponimo è di origine incerta, ma sembra derivare dal greco bizantino Μασχάλη, che potrebbe significare "ascella" o, più opportunamente (come sostenuto dal professore e storico Antonino Alibrandi), "ramoso", "boscoso", riferendosi ai fitti boschi che, un tempo, coprivano per intero il versante orientale dell'Etna e, particolarmente, fino agli inizi dell'età moderna, il territorio di Mascali (Bosco d'Aci).

## Storia

### Dalle origini al Medioevo
Non si conosce con precisione a quando risalga il primo abitato, certo è che papa Gregorio Magno in una sua epistola al vescovo di Taormina, nell'anno 593, alludendo a un antico monastero, probabilmente ubicato nei pressi dell'attuale paese di Vena, citò Mascali scrivendo: …Quod est super Maschalas… ("Che è sopra Mascali").
Assoggettata dagli Arabi poco prima del 900, Mascali fu conquistata da Ruggero I il Normanno nel 1082; nel 1092 così il suo vasto e fertile territorio — delimitato a sud dall'attuale torrente Mangano, a nord dal torrente delle Forche, a est e a ovest rispettivamente dal mare e dal vulcano — divenuto feudo nel XII secolo e in un primo tempo assegnato alla diocesi di Troina, passò nel 1124 al potere temporale della diocesi di Catania, a seguito di una donazione del futuro re Ruggero II al vescovo di Catania Maurizio, mentre la giurisdizione ecclesiastica veniva invece riservata all'arcivescovo archimandrita di Messina, mediante una bolla pontificia di papa Eugenio III del 1151.
Il viaggiatore arabo Al-Edrisi nella sua massima opera geografica conosciuta come Libro di Ruggero redatta nel 1154, descrive Mascali come un villaggio adagiato su di un colle, lodandone la fertilità dei terreni e l'abbondanza d'acqua. Egli cita inoltre la presenza di una località costiera denominata "Qurtil Masqalah", ricadente pressappoco nel territorio delle odierne frazioni marittime di Sant'Anna o Fondachello.
Durante il XIV secolo, Mascali fu protagonista della lunga guerra angioino-aragonese soffrendo nel 1357 un lungo assedio per opera dei calatabianesi alleati dei francesi, con la successiva messa a ferro e fuoco della città a causa della sua fedeltà alla Corona d'Aragona.

### Età moderna

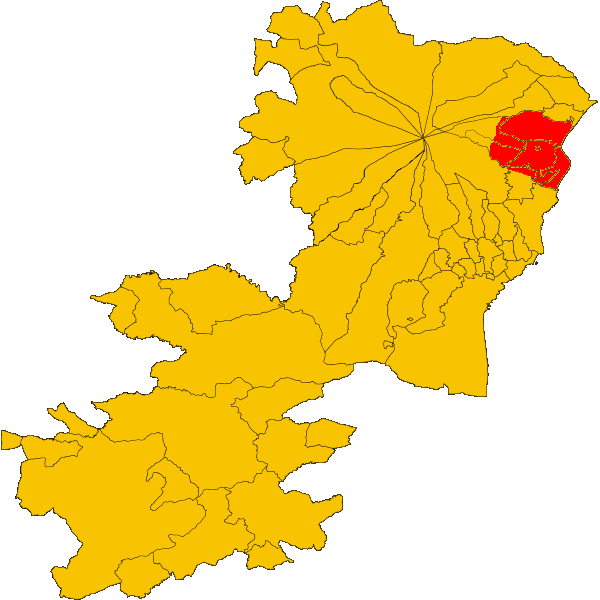
L'estensione territoriale dell'antica Contea di Mascali

Nel 1543, il vescovo di Catania Niccolò Maria Caracciolo ottenne da Carlo V il "mero e misto imperio", ossia la giurisdizione civile e criminale sul territorio, istituendo così ufficialmente la Contea di Mascali, di cui i suoi successori continuarono a essere proprietari per circa due secoli, assumendo il titolo di Comites Mascalarum (Conti di Mascali).
È chiaro però che la nuda proprietà di terreni boschivi, incolti e talora paludosi a poco sarebbe valsa alla diocesi etnea e avrebbe comportato inutili spese. Fu così che il vescovo Caracciolo pensò di convocare in assemblea il 5 ottobre 1558 nella chiesa di Santa Maria degli Angeli gli abitanti di Mascali, per offrire loro in enfiteusi (cioè dietro pagamento di un canone periodico in denaro o in natura), ma a infimi censi, le terre della contea. Questa data segnò dunque l'inizio del progressivo disboscamento e popolamento del territorio che ben presto, avendo attratto gli investimenti in massima parte di acesi e messinesi oltre a parecchia manodopera contadina, dal mare alla montagna fu convertito in campi agricoli e in nuovi piccoli e sparsi centri urbani dipendenti dal centro di Mascali economicamente e giuridicamente.

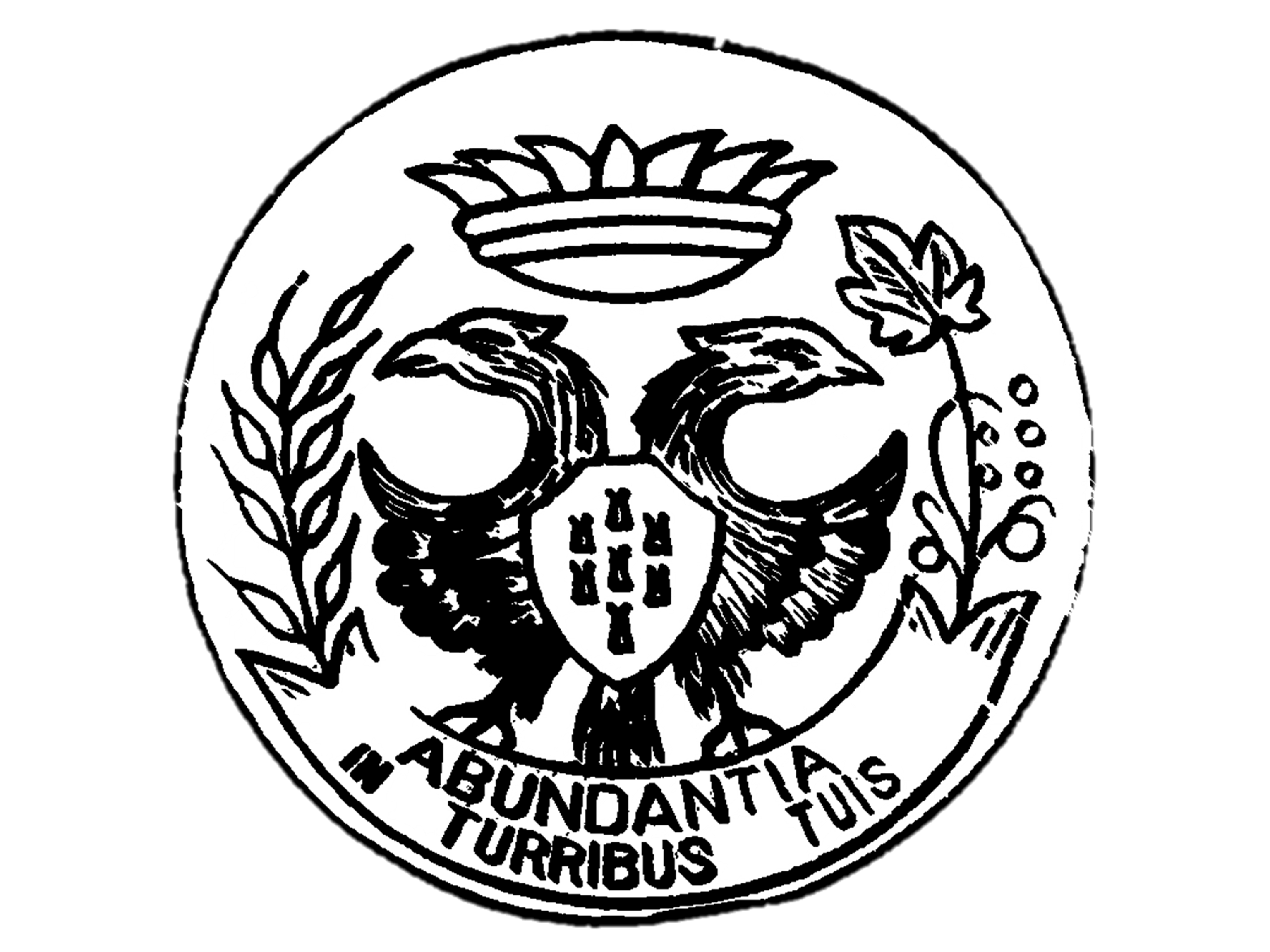
Stemma della Contea di Mascali

Per tutto il XVI secolo e oltre, a causa della sua collocazione su un'altura che la rendeva ben visibile dal mare, Mascali rimase però spesso vittima, come la maggior parte delle città costiere, degli attacchi dei pirati turchi che infestavano il Mar Mediterraneo, tanto che restò più volte quasi del tutto disabitata. Le cronache del tempo ci indicano come nel 1524 i turchi riuscirono a depredare il paese e a rapire "circa octanta pirsuni infra homini donni e pichulilli" per rivenderli a Costantinopoli come schiavi.
Per proteggere dunque la città dalle incursioni turche furono innalzate alcune torri di avvistamento, ben sette secondo la leggenda, disseminate su tutto il territorio della contea.
Il XVII secolo fu caratterizzato da un consistente aumento demografico, ravvisabile soprattutto nella crescita dei nuovi borghi della contea e determinato dalle donazioni enfiteutiche del vescovo conte Michelangelo Bonadies, che difese strenuamente il diritto alla gestione del territorio, contro le intromissioni da parte dei regnanti.
Nel 1693 il terremoto del Val di Noto lasciò Mascali semidistrutta (ma i mascalesi, caso unico fra le comunità della Sicilia orientale, si salvarono quasi tutti poiché, al momento della maggior scossa dell'11 gennaio, erano in processione, all'aperto, con le reliquie di san Leonardo); già in tale epoca si pensò di ricostruirla più a valle, ma il terreno acquitrinoso della piana sottostante ne scoraggiò l'insediamento. Ciò che fu spostato in pianura fu invece il tratto della strada consolare Pompeia, l'antica direttrice orientale-sicula d'origine romana che fino ad allora aveva attraversato il centro abitato, fornendo così ai viandanti un percorso nettamente più agevole.
Nel XVIII secolo la Sicilia, e dunque anche il territorio di Mascali, passò in mano borbonica. Questo segnò però la fine contea di Mascali, che fu ceduta dai vescovi catanesi alla casa reale nel 1757. La città di Mascali, tagliata fuori dai traffici commerciali e ormai in posizione periferica iniziò così il suo lento ma inesorabile declino.
A causa dell'eccessiva fiscalizzazione a cui i terreni erano sottoposti, sempre più insistenti si fecero inoltre le richieste di autonomia amministrativa da parte dei numerosi borghi sorti nel territorio mascalese, primo fra tutti il "quartiere delle Giarre", l'odierna Giarre, divenuto ben più grande e ricco della stessa Mascali e che ottenne la secessione nel 1815 insieme a quelli che poi sarebbero divenuti i comuni di Riposto, Sant'Alfio e Milo.

### Età contemporanea

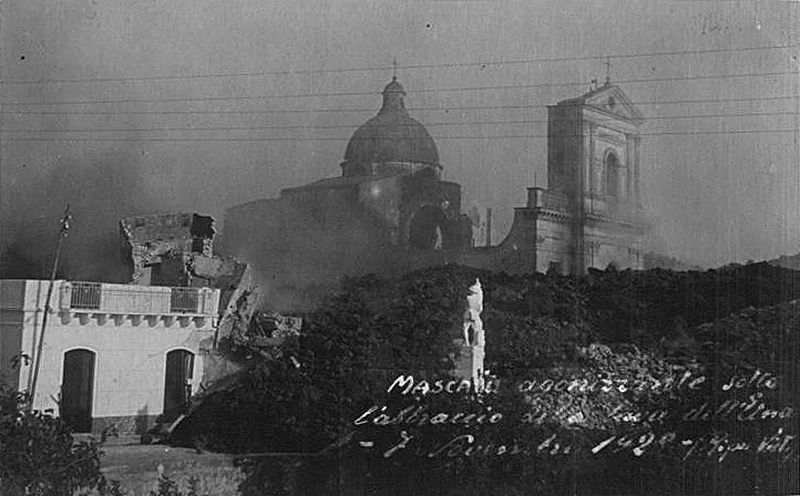
La distruzione di Mascali nel 1928

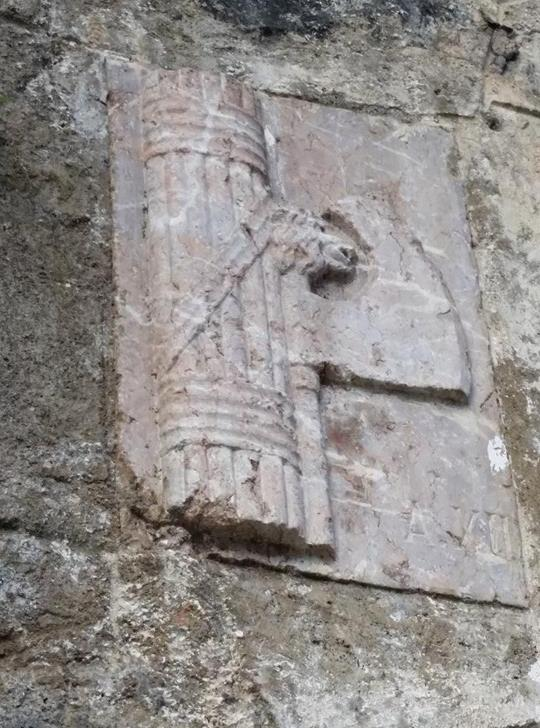
Un fascio littorio si affaccia da un muro lungo via Giulio Cesare

Data cruciale per la storia di Mascali è quella del 6 novembre del 1928, ricorrenza di San Leonardo, ancora oggi protettore della città, quando la lava dell'Etna, fuoriuscita da una bocca apertasi ad appena 1 150 m di quota, incanalandosi nel torrente Pietrafucile che attraversava l'abitato, seppellì Mascali per intero lasciandone integra solo una piccola porzione periferica, l'odierna frazione di Sant'Antonino.

#### La città nuova

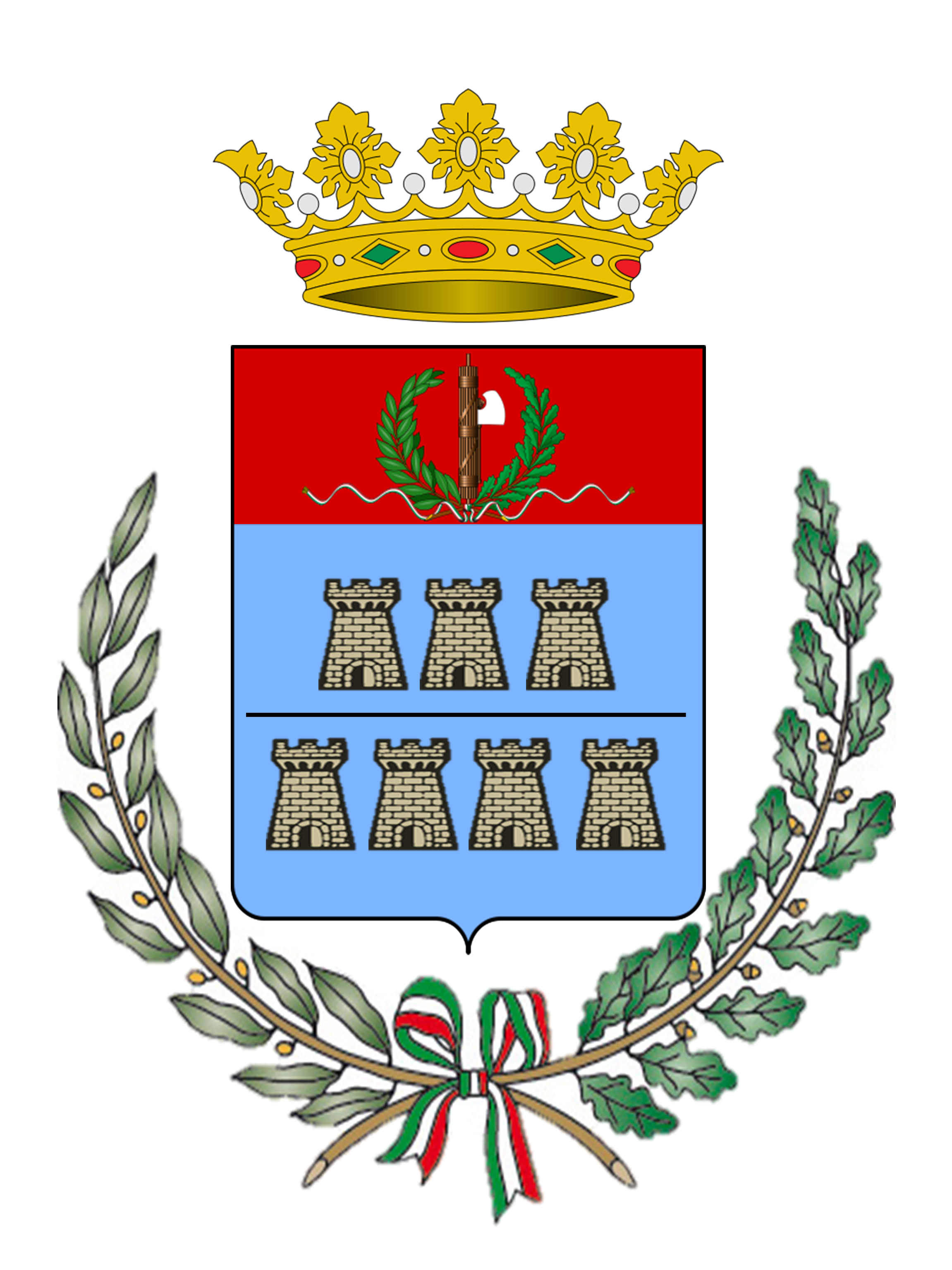
Stemma del Comune di Mascali dal 1933 al 1944

Il governo fascista, su mandato del Ministro dei lavori pubblici Giovanni Giuriati e dello stesso Mussolini, diede inizio ai lavori di ricostruzione immediatamente dopo la catastrofica calamità naturale. Fu deciso di spostare la nuova città più a valle, a ridosso della strada statale che collega Messina a Catania, a metà strada tra i comuni di Giarre e Fiumefreddo di Sicilia. Il sistema urbanistico adottato individuò gli assi viari disposti in modo razionale, secondo uno schema ippodameo, ereditato dalla cultura dell'antica Roma, un vero e proprio "marchio di fabbrica" di tutte le città costruite durante il fascismo. Le prime opere finanziate furono l'acquedotto, il cimitero, la casa comunale, le scuole, la chiesa. Congiuntamente fu predisposta la costruzione di un primo nucleo di abitazioni denominate "ricoveri stabili" (ancora oggi abitati come normali abitazioni civili) da destinare alle famiglie bisognose. Inoltre, per favorire la ripopolazione della città si provvide alla concessione di un lotto di terreno e di un contributo statale (dal 40 al 60%) per la ricostruzione delle case dei cittadini più abbienti. Solo per la costruzione delle opere pubbliche lo Stato impegnò la ragguardevole somma di 12 milioni di lire. Lo Stato fu sempre vigile sui criteri di costruzione dei privati, dando a essi dei precisi obblighi da seguire, specialmente dopo l'emanazione delle nuove norme di sicurezza e antisismiche volute dal legislatore. Il grosso dei lavori fu ultimato entro il 1937.
Architettonicamente, Mascali esprime tutto lo sviluppo e l'inquietudine artistica di quegli anni, divisa a metà tra edifici ispirati alle linee taglienti del futurismo e del razionalismo ed edifici di stampo conservatore volgenti ancora a uno stile ottocentesco. Gli edifici pubblici sono espressione della cosiddetta "architettura di Stato", ovvero un razionalismo che fa da compromesso tra conservatorismo e modernità. Per l'urbanizzazione e la progettazione architettonica della città di Mascali, il regime si avvalse della consulenza di illustri architetti, tra i quali spicca Camillo Autore (allievo di Ernesto Basile), famoso per la risistemazione del lungomare di Reggio Calabria e la progettazione del monumento dedicato a Vittorio Emanuele III che troneggia sul sopracitato lungomare.
La leggenda narra che la Piazza Duomo fu ultimata in fretta e furia in una sola notte, alla notizia che il Duce, il giorno dopo in visita ad Acireale, avesse espresso la volontà di visitare la nuova città. Il giorno dopo effettivamente il Duce passò da Mascali, ma solo per una rapida sosta alla stazione con saluto dalla scalinata della stessa.

### Simboli
Lo stemma comunale e il gonfalone attuali sono stati concessi con decreto del presidente della Repubblica del 21 marzo 1997.
Le sette torri sono un chiaro riferimento al sistema di fortificazione della antica Contea di Mascali.
Il gonfalone è un drappo di giallo con la bordatura di azzurro.

## Monumenti e luoghi d'interesse

### Architetture religiose

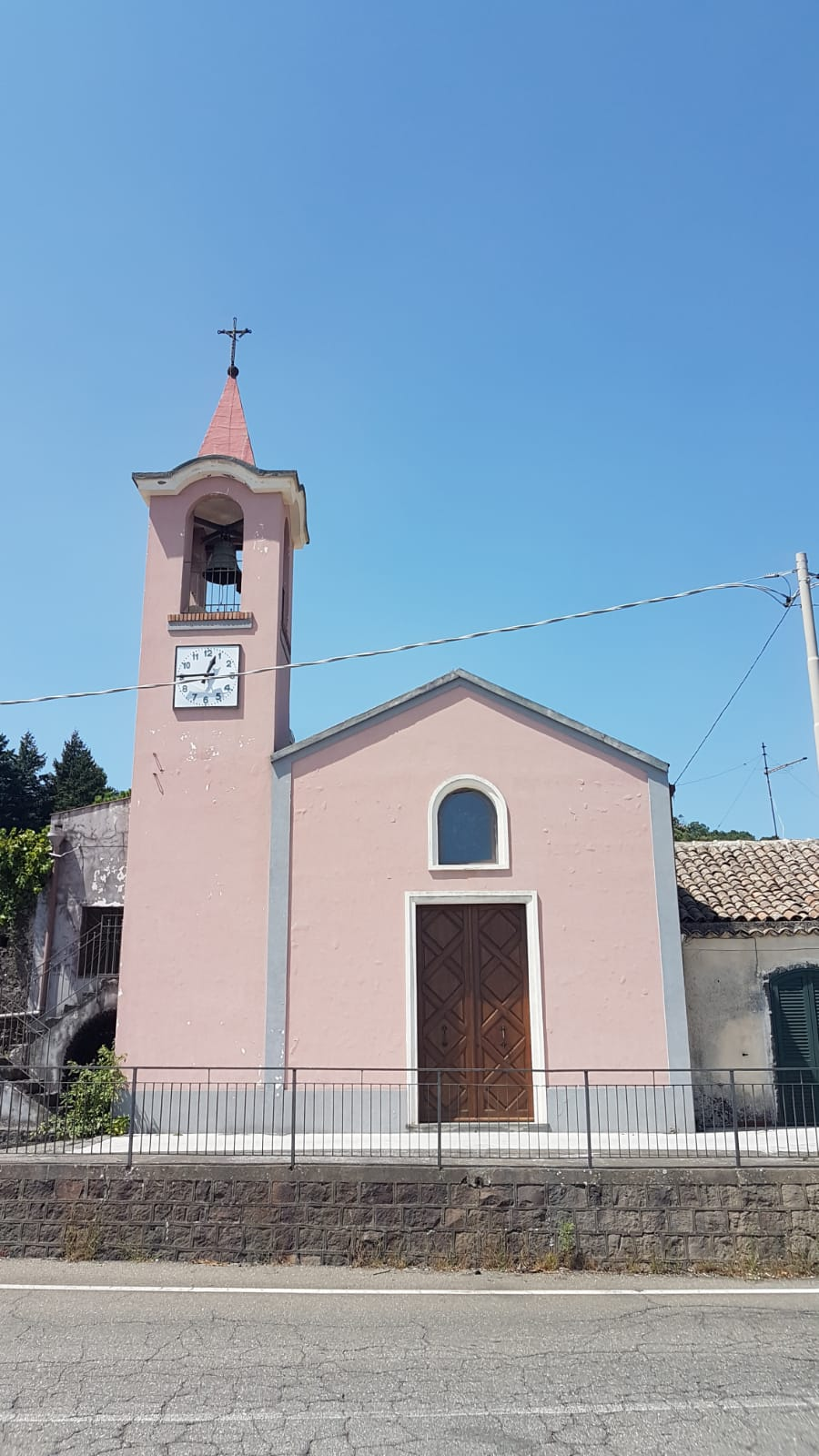
Facciata della chiesa di San Michele Arcangelo, nella frazione di Montargano

Diversi sono gli edifici di culto cattolico nel territorio comunale:
- Duomo di San Leonardo di Noblac (centro comunale)
- Chiesa di San Giuseppe (frazione di Carrabba)
- Chiesa di Maria Santissima della Pietà (frazione di Fondachello)
- Chiesa di San Michele Arcangelo (frazione di Montargano)
- Chiesa madre di Santa Maria dell'Idria, chiesa della Santissima Annunziata, chiesa di Santa Domenica (chiusa al culto), chiesa privata di Santa Lucia e chiesa del Carmine (frazione di Nunziata)
- Chiesa di Maria Santissima Assunta (frazione di Puntalazzo)
- Chiesa secolare di Sant'Anna (frazione omonima)
- Chiesa di Gesù e Maria (frazione di Sant'Antonino)
- Chiesa di Maria Santissima del Rosario (frazione di Santa Venera)
- Chiesa della Natività della Beata Vergine Maria (frazione di Tagliaborse)

### Architetture civili

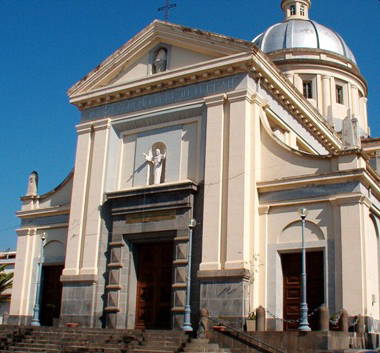
Duomo di Mascali

#### Monumento ai caduti

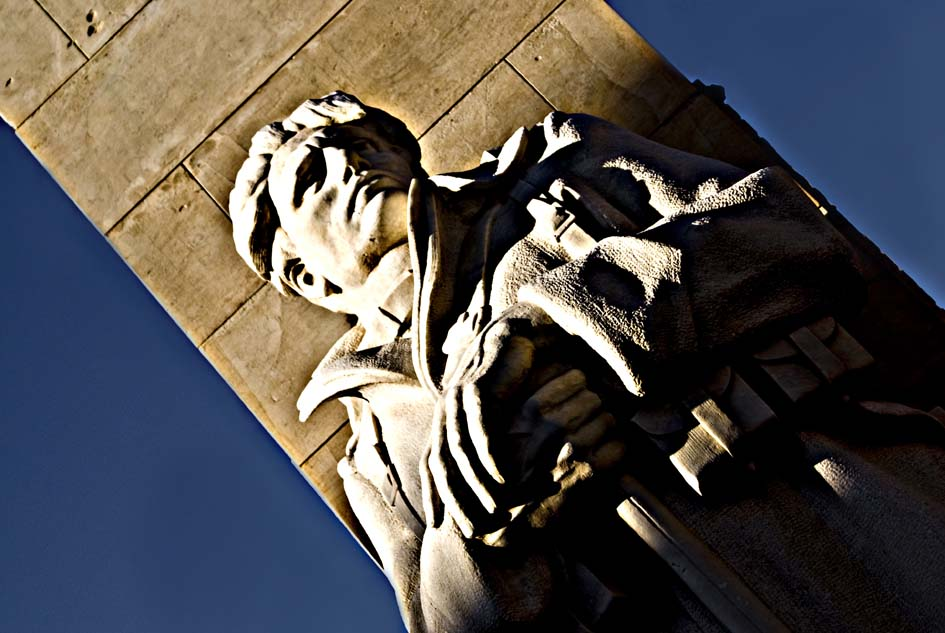
Milite in marmo di Carrara del monumento ai caduti di Mascali

L'attuale monumento ai caduti fu realizzato dallo scultore catanese Pietro Pappalardo per commemorare i mascalesi morti nella prima guerra mondiale e inaugurato nel 1940 a seguito di una lunga controversia giuridica risolta dal Tribunale Civile di Catania. L'originario monumento venne infatti distrutto durante l'eruzione vulcanica del 1928, pochi giorni dopo la prevista inaugurazione del 4 novembre 1928, in realtà mai svoltasi a causa dell'allarme suscitato dal torrente lavico che era scaturito in località Ripe della Naca. Nel 1985 furono scolpiti sulle lapidi anche i nomi dei cittadini caduti nella seconda guerra mondiale e nelle guerre coloniali.

### Aree naturali
Nel territorio comunale, poco distante dal più famoso Castagno dei Cento Cavalli, si trova il Castagno la Nave o Castagno Sant'Agata (in siciliano Castagnu 'a Navi o Arrusbigghiasonnu - "risveglia sonno" - forse per il cinguettio degli uccelli o forse per le fronde basse che destavano improvvisamente dal sonno qualche carrettiere passante), avente oltre mille anni di vita. Deve il suo nome probabilmente alla forma somigliante lo scafo di una nave. Questo castagno insieme a quello dei Cento Cavalli e ad altri cinque ormai scomparsi costituivano i "sette fratelli", gli esemplari più imponenti dei folti boschi che ricoprivano la zona. La circonferenza misura circa 23 m ed è alto 19 m: stante alcuni studi, sarebbe il secondo albero per antichità e grandezza in Italia. Nel 1982 il Corpo forestale dello Stato lo ha inserito nel patrimonio italiano dei monumenti verdi, forte di 22 000 alberi di notevole interesse, ed evidenziato tra i soli 150 di eccezionale valore storico o monumentale.
Interessante la visita nel costone di Ripa della Naca, dove si aprirono le bocche eruttive da cui sgorgò la lava che distrusse il paese.
Nella zona costiera in prossimità del confine con il comune di Fiumefreddo si trova la Gurna, piccola zona umida residua di una più estesa area che fino al secolo scorso, prima delle bonifiche, si estendeva lungo la costa jonica, dal torrente Macchia alla foce dell'Alcantara. Quest'area palustre, alimentata dalle acque di risorgiva provenienti dal versante nord-orientale dell'Etna, costituisce un habitat utilizzato da diverse entità faunistiche che vi stazionano o che lo utilizzano come corridoio migratorio. Per la sua importanza ambientale, il sito, già individuato come SIC/ZPS ITA070003, è stato inserito nel 2005 nella rete ecologica Natura 2000 della Regione Siciliana. Tale rete ha lo scopo di assicurare la conservazione degli habitat, della fauna e della flora europee, al fine di attuare le direttive comunitarie 92/43/CEE "Habitat" e 79/409/CEE "Uccelli".

## Società

### Evoluzione demografica
Abitanti censiti

### Religione
La religione di gran lunga più professata è il cristianesimo nella confessione cattolica. La città fa parte della diocesi di Acireale e il culto più sentito è quello del patrono san Leonardo di Noblac, probabilmente portato in zona dai francesi secoli fa.

## Cultura

### Letteratura
Lo scrittore Vitaliano Brancati trascorse qualche periodo della sua giovinezza in paese, poiché il padre ne fu Commissario prefettizio a fine anni trenta. Nel romanzo Don Giovanni in Sicilia menziona Mascali per le feste da ballo che venivano organizzate presso la Casa del Comune, ove erano invitati esponenti della nobiltà e dell'ascendente borghesia catanese.

### Musei
- Museo dei luoghi e delle civiltà marinare, via Immacolata.

## Geografia antropica

### Frazioni
Il territorio del comune di Mascali si estende dal mare all'alta montagna ed è dunque caratterizzato da una grande varietà di climi, paesaggi e colture. Le svariate frazioni ricadenti al suo interno risentono pertanto della loro posizione geografica. Dagli abitati di Fondachello e Sant'Anna in riva al mare si passa a Carrabba ormai congiunta al centro di Mascali a seguito dell'espansione edilizia; Sant'Antonino, ciò che resta dell'antica Mascali, Nunziata, Santa Venera e Portosalvo si trovano a quote collinari, mentre le frazioni pedemontane sono Puntalazzo e Montargano.
Il comune annovera inoltre un'isola amministrativa, la frazione di Tagliaborsa, che è un'exclave nel territorio di Giarre.

## Economia

### Agricoltura e allevamento
L'agricoltura è una voce rilevante per l'economia locale. Prodotti di particolare pregio sono il nerello mascalese, che concorre alla produzione dell'Etna DOC, e il fagiolino mascalese, coltivato solo in questa zona e disponibile fino alla fine di agosto. Altre produzioni locali sono quelle di agrumi (limoni in particolare), mele, uva, ciliegie, nespole, nocciole, mandorle e cereali.
Ogni anno, il primo giorno di novembre, si svolge a Mascali la secolare fiera del bestiame.

### Turismo

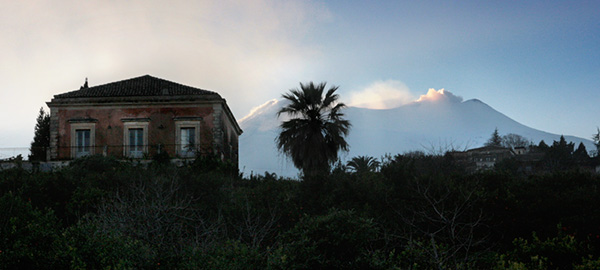
Tipico paesaggio nei dintorni di Mascali. Sullo sfondo il cratere centrale dell'Etna.

Il turismo mascalese è principalmente estivo. Durante la bella stagione infatti le spiagge delle frazioni di Fondachello e Sant'Anna vengono visitate da turisti, perlopiù del resto della provincia.

## Infrastrutture e trasporti

### Strade
Il paese è attraversato dalla strada statale 114 Orientale Sicula, che lo collega con i principali centri della Sicilia orientale.

### Ferrovie
Mascali è attraversata dalla Ferrovia Messina-Siracusa: la locale stazione, ridotta a semplice fermata, è stata in parte riconvertita in caserma della polizia municipale. Sono presenti inoltre due stazioni (Santa Venera e Nunziata) della Ferrovia Circumetnea.

## Amministrazione
L'attuale sindaco è Luigi Messina, al secondo mandato.

### Altre informazioni amministrative
Il comune di Mascali fa parte delle seguenti organizzazioni sovracomunali: regione agraria n. 7 (Colline litoranee di Acireale).

### Sindaci di Mascali
Di seguito è presentata una tabella relativa alle amministrazioni che si sono succedute in questo comune.  		  	
| Periodo          | Periodo          | Primo cittadino       | Partito                       | Carica              | Note   |
| ---------------- | ---------------- | --------------------- | ----------------------------- | ------------------- | ------ |
| 25 giugno 1988   | 26 giugno 1991   | Biagio Susinni        | Partito Repubblicano Italiano | Sindaco             | [ 10 ] |
| 1º luglio 1991   | 9 giugno 1992    | Giovanni Cardillo     | Democrazia Cristiana          | Sindaco             | [ 10 ] |
| 9 giugno 1992    | 7 dicembre 1994  | Giuseppe Giannino     |                               | Comm. straordinario | [ 10 ] |
| 9 giugno 1992    | 7 dicembre 1994  | Maria Nicotra Pennisi |                               | Comm. straordinario | [ 10 ] |
| 9 giugno 1992    | 7 dicembre 1994  | Enrico Galeani        |                               | Comm. straordinario | [ 10 ] |
| 7 dicembre 1994  | 30 novembre 1998 | Leonardo Zappalà      | Alleanza Nazionale            | Sindaco             | [ 10 ] |
| 30 novembre 1998 | 27 maggio 2003   | Silvestro Carota      | lista civica                  | Sindaco             | [ 10 ] |
| 27 maggio 2003   | 1º luglio 2008   | Silvestro Carota      | centro-destra                 | Sindaco             | [ 10 ] |
| 1º luglio 2008   | 9 aprile 2013    | Filippo Monforte      | lista civica                  | Sindaco             | [ 10 ] |
| 6 agosto 2013    | 1º giugno 2015   | Giuseppe Piacentino   |                               | Comm. straordinario |        |
| 9 aprile 2013    | 1º giugno 2015   | Giuseppe Chiofalo     |                               | Comm. straordinario |        |
| 9 aprile 2013    | 1º giugno 2015   | Francesco Milio       |                               | Comm. straordinario |        |
| 1º giugno 2015   | 4 ottobre 2020   | Luigi Messina         | lista civica Per Mascali      | Sindaco             |        |
| 4 ottobre 2020   | in carica        | Luigi Messina         | lista civica Per Mascali      | Sindaco             |        |

## Galleria d'immagini

### L'antica città di Mascali sepolta dalla lava nel 1928

Duomo di San Leonardo
Chiesa e piazza San Cristoforo
Dintorni del Duomo
Municipio
Torrente Pietrafucile
Panorama

### La città nuova ricostruita tra il 1928 e il 1937

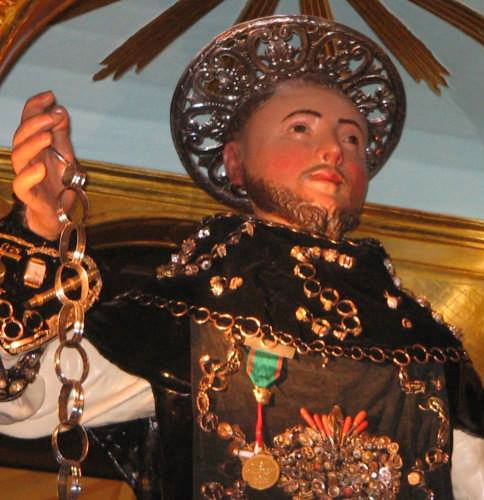
Il Santo Patrono S. Leonardo Abate
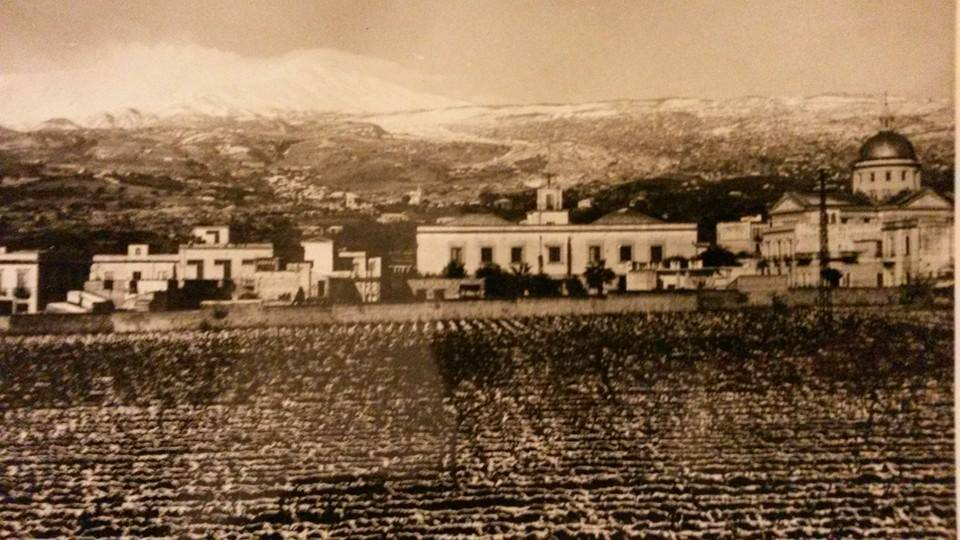
Panorama di Mascali in costruzione
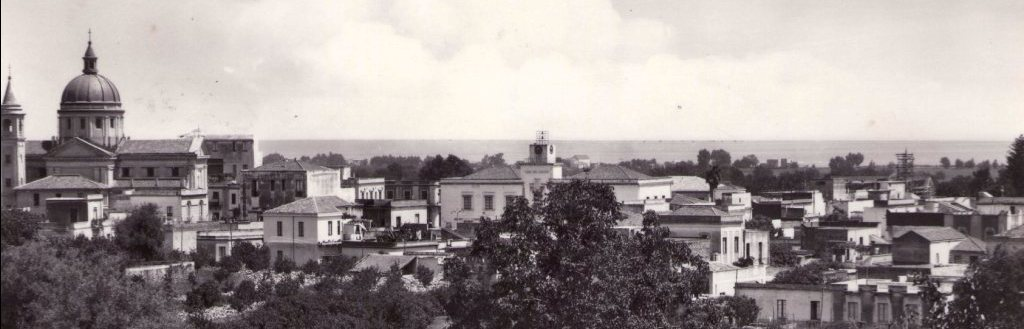
Panorama di Mascali negli anni '40
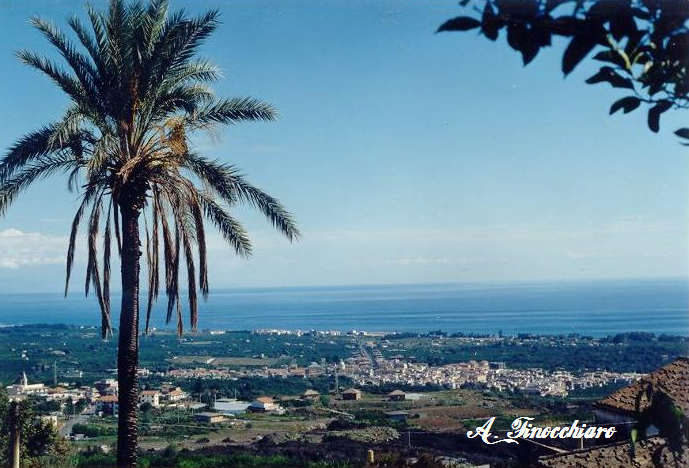
Panorama più recente di Mascali
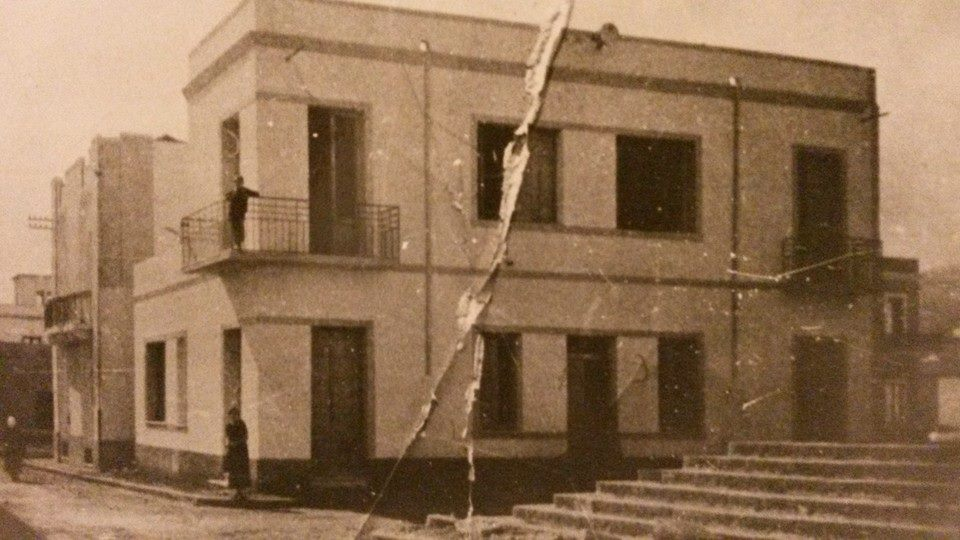
Abitazione in costruzione
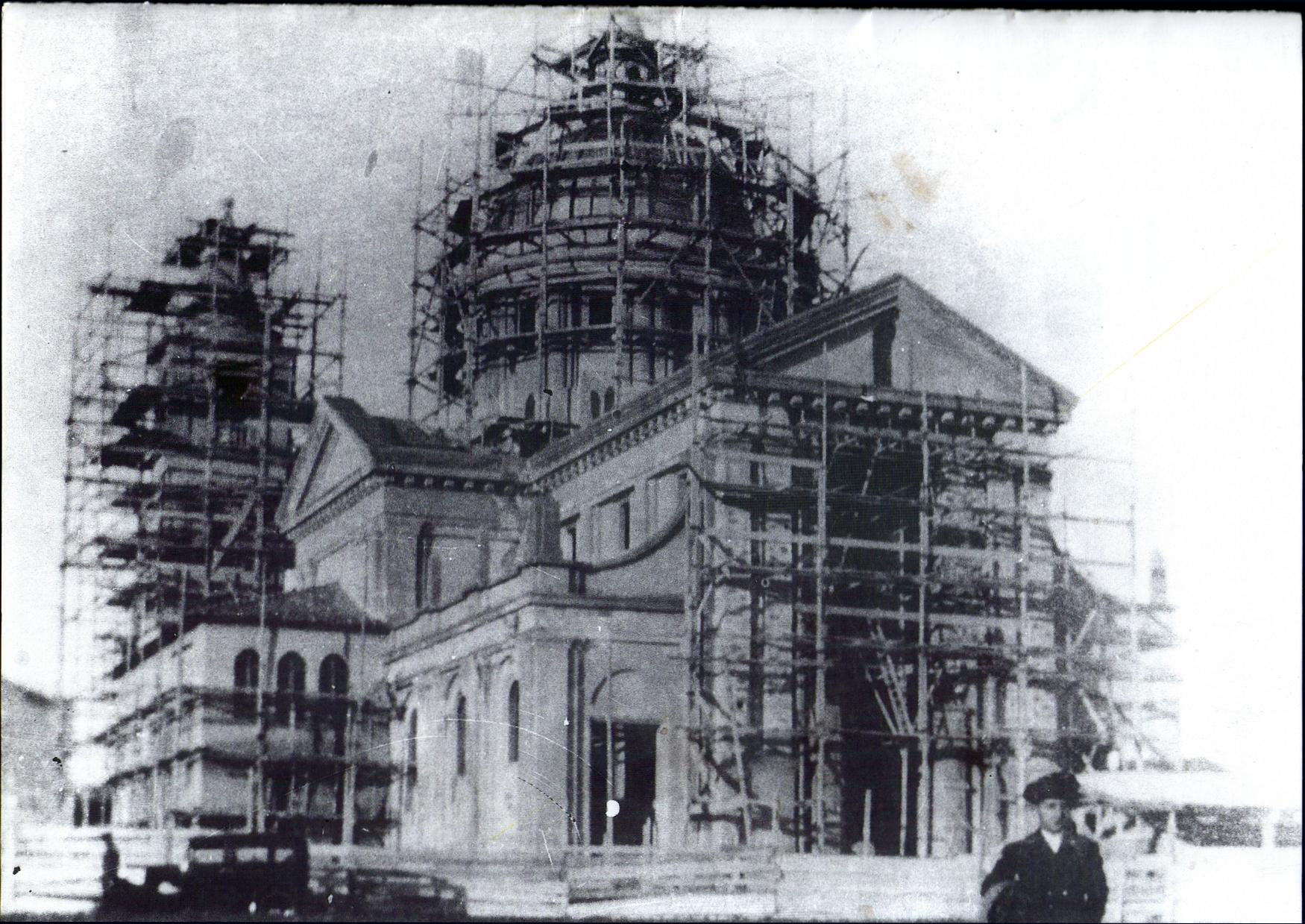
Duomo di San Leonardo in costruzione
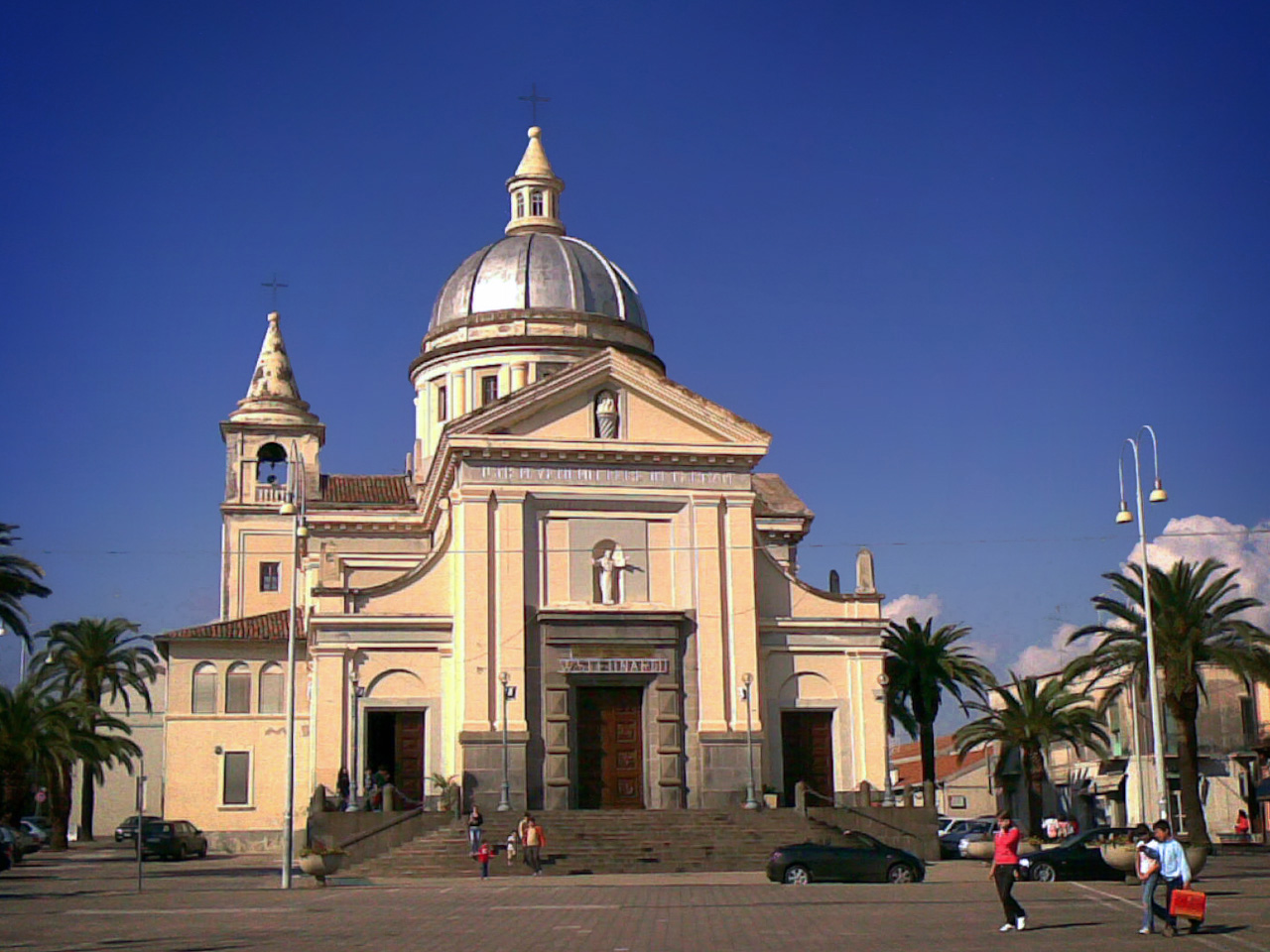
Duomo di San Leonardo oggi
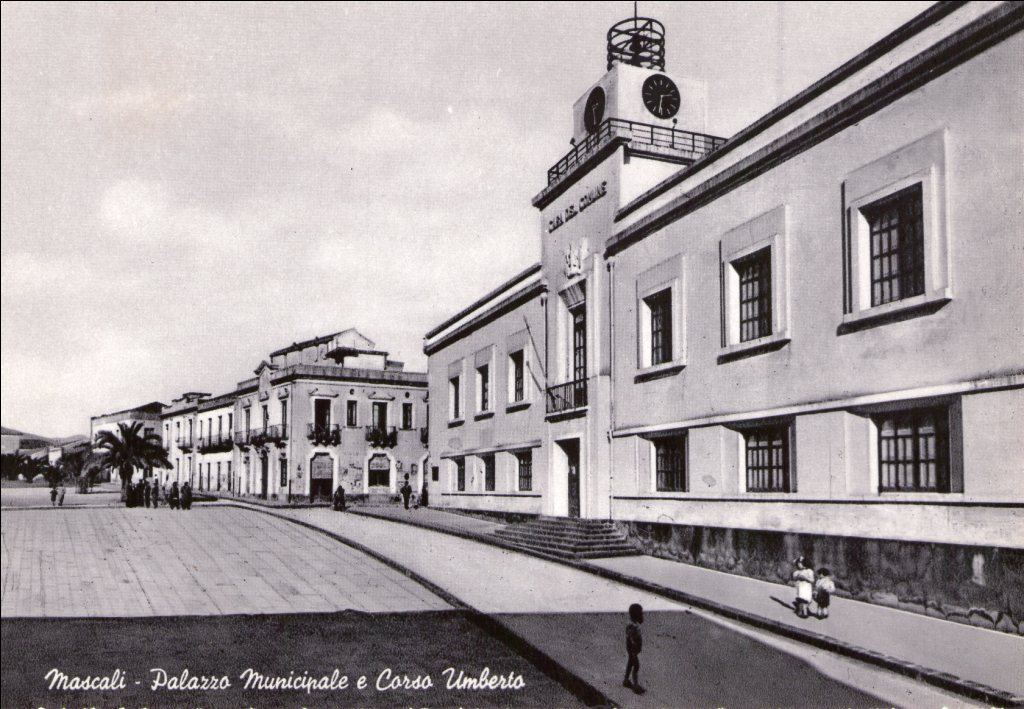
Municipio di Mascali negli anni '40
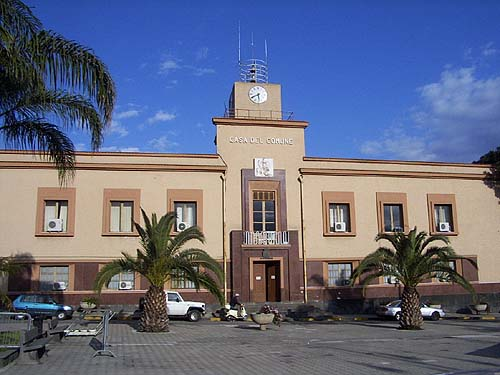
Municipio di Mascali oggi
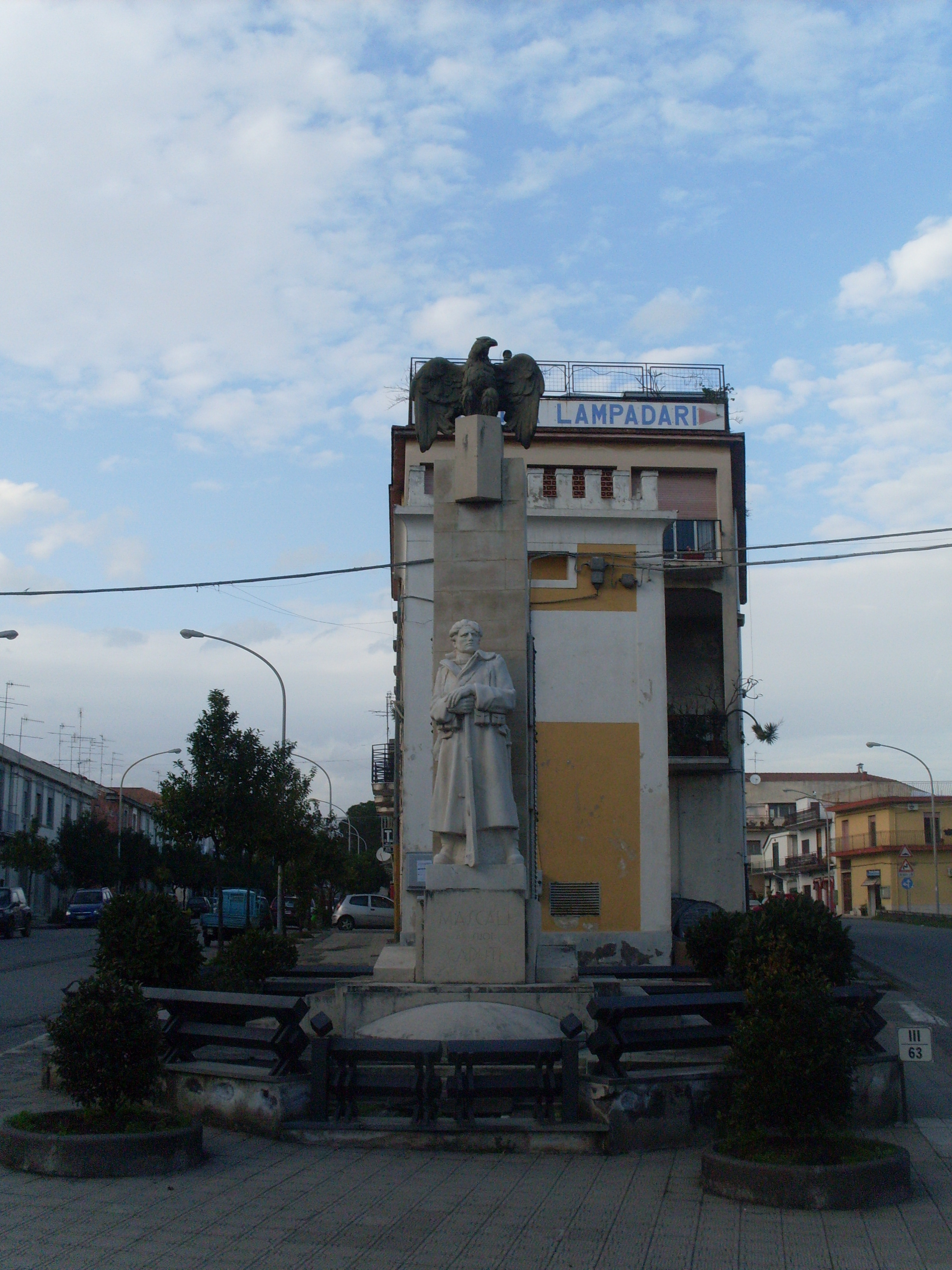
Monumento ai Caduti
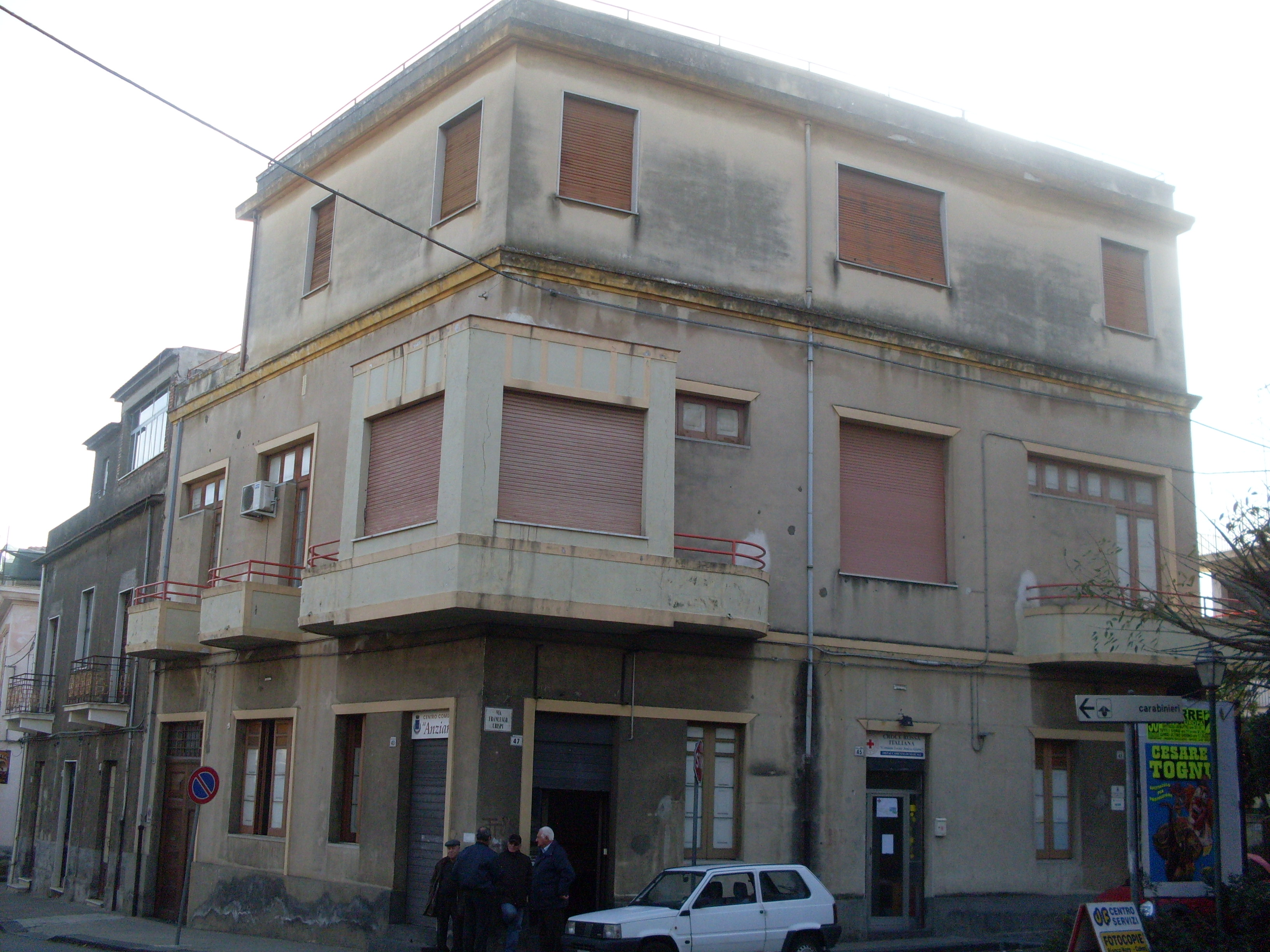
Particolare abitazione
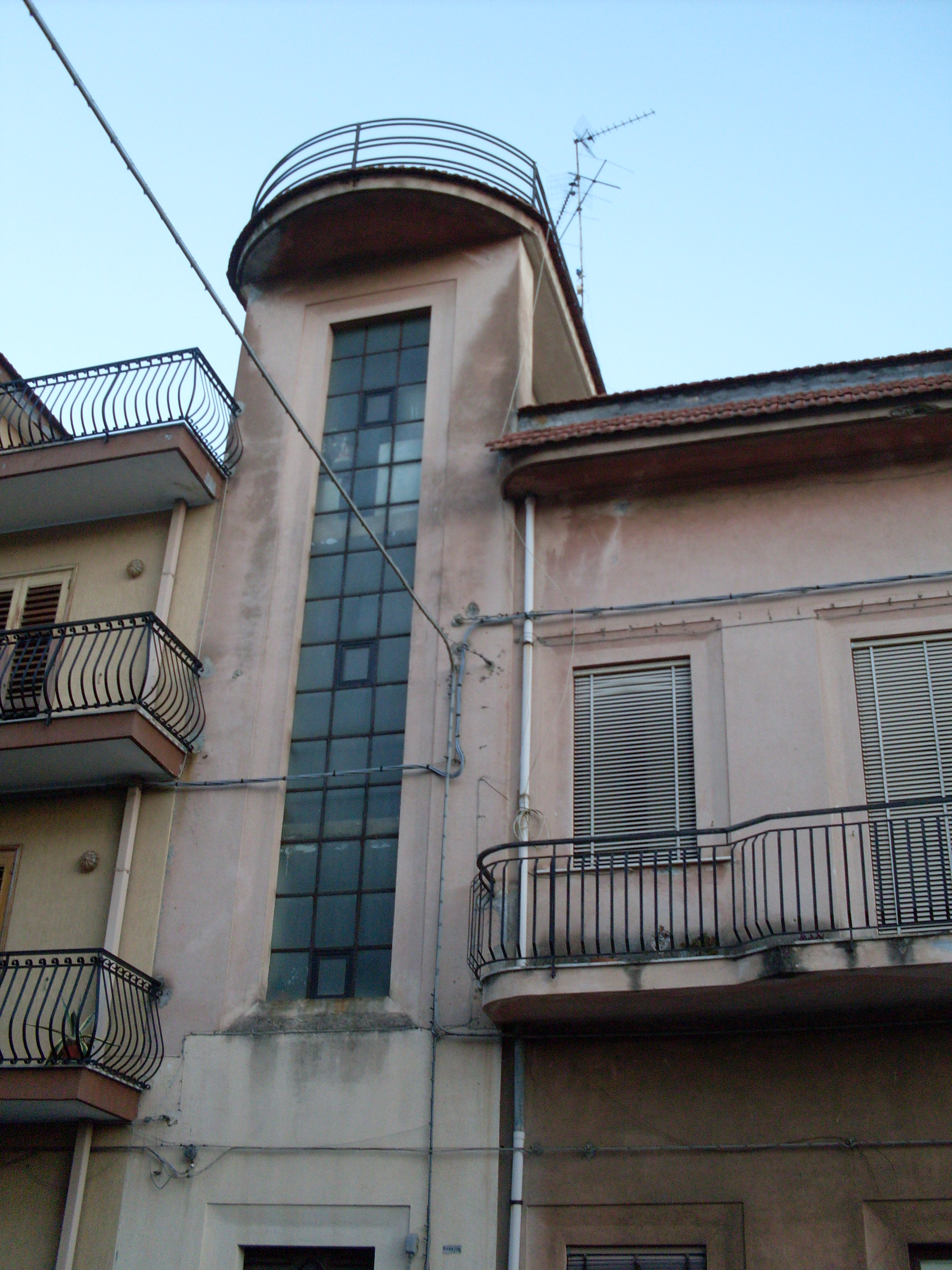
Particolare abitazione con torretta
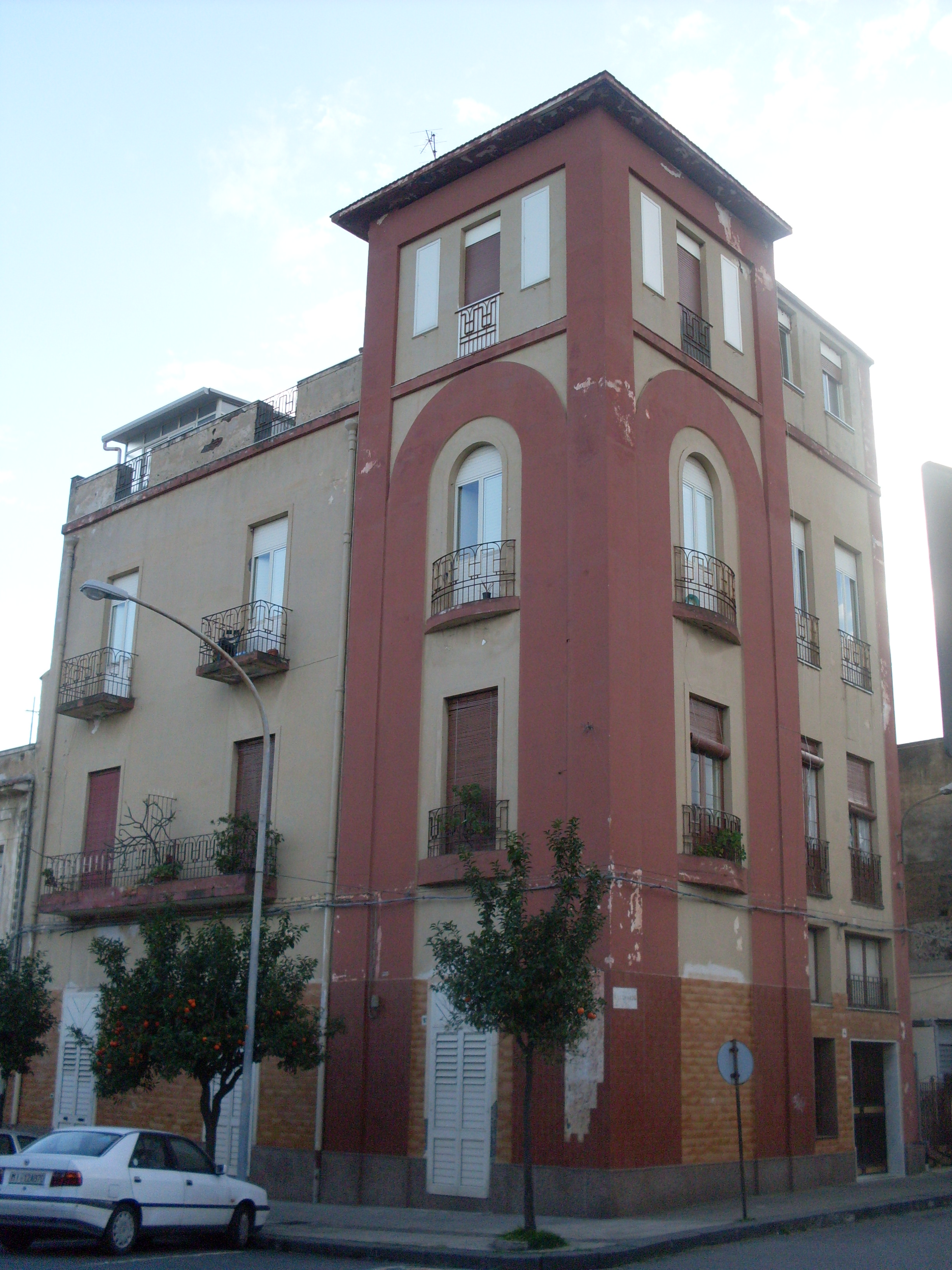
Particolare palazzo
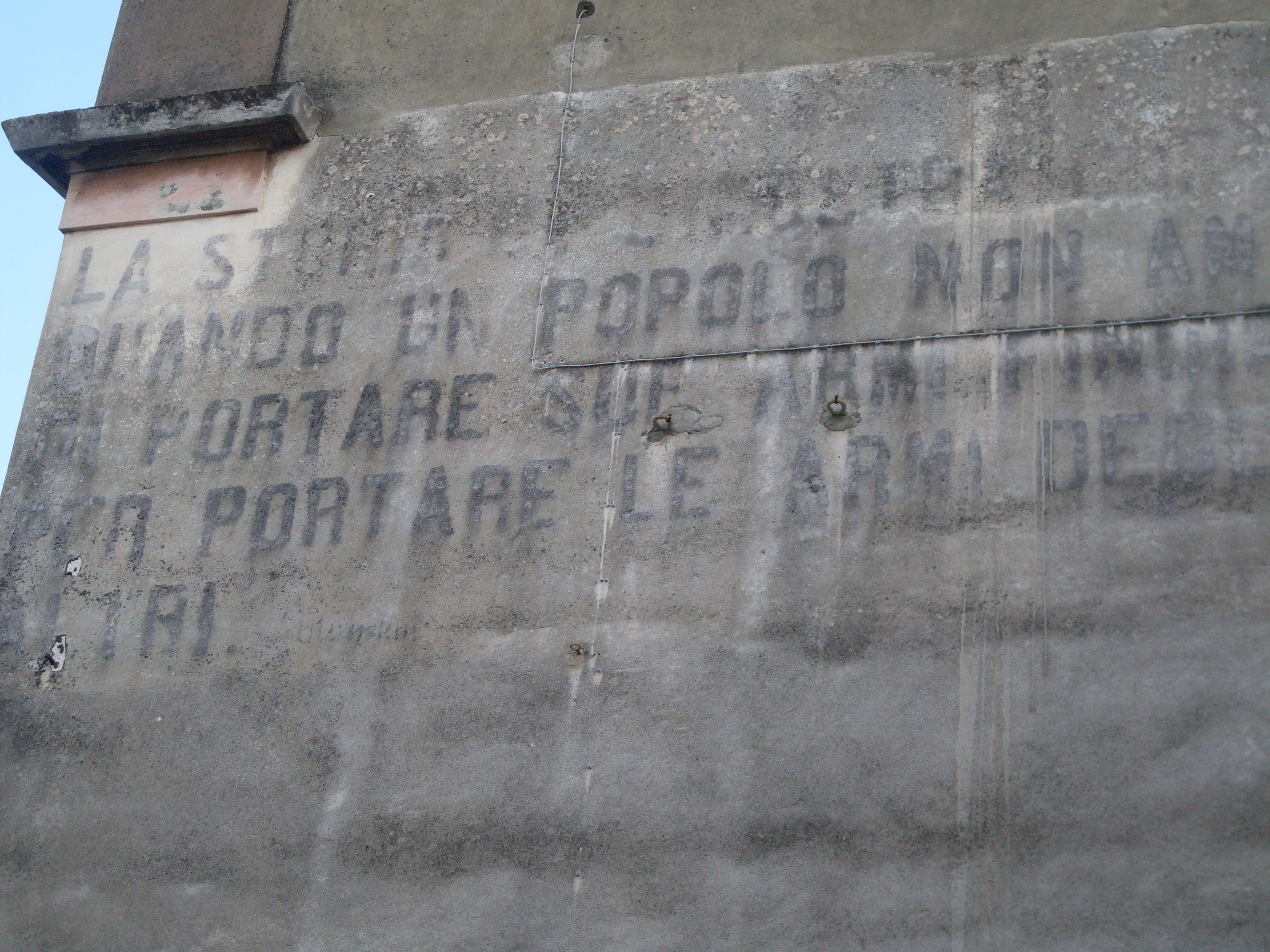
Scritta mussoliniana su casa
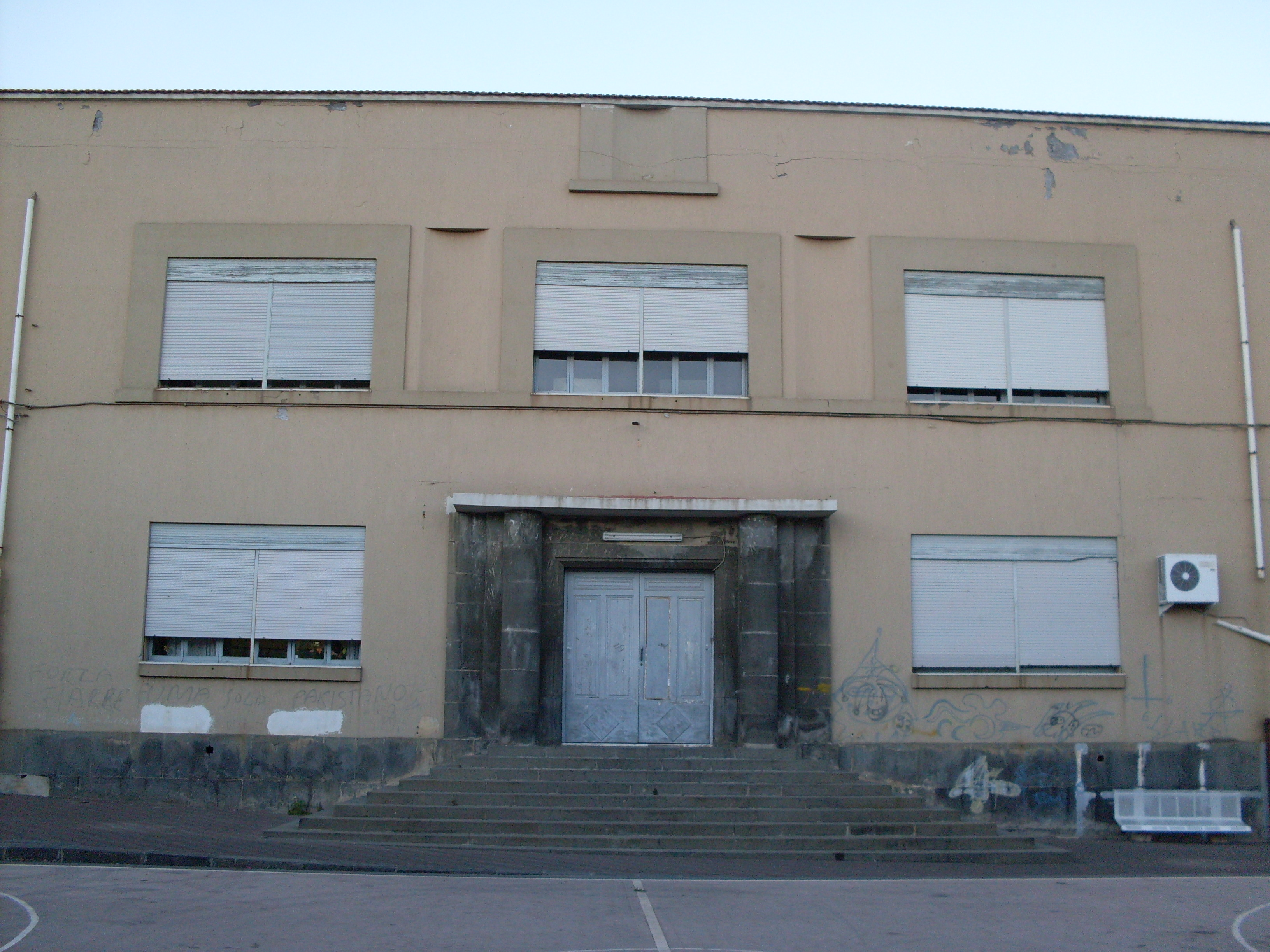
Scuola di piazza Dante
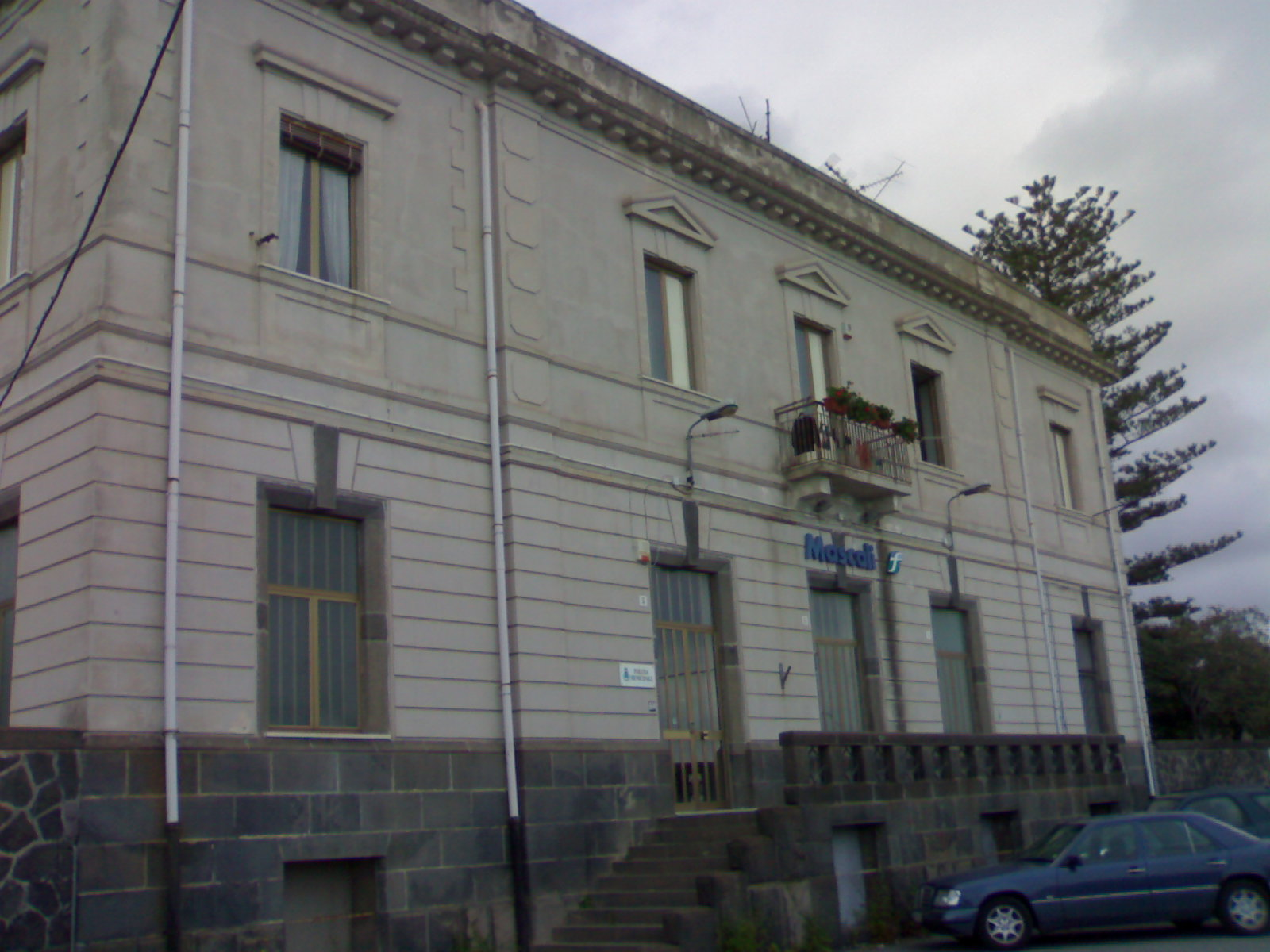
Stazione di Mascali
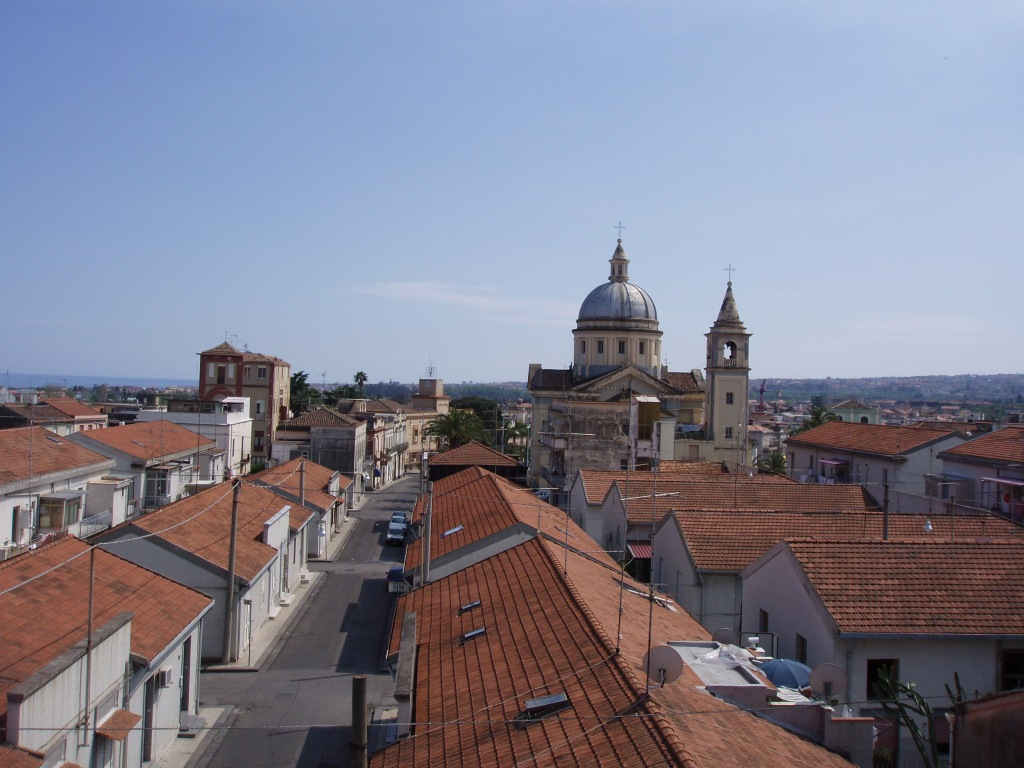
Mascali vista dai "ricoveri stabili"
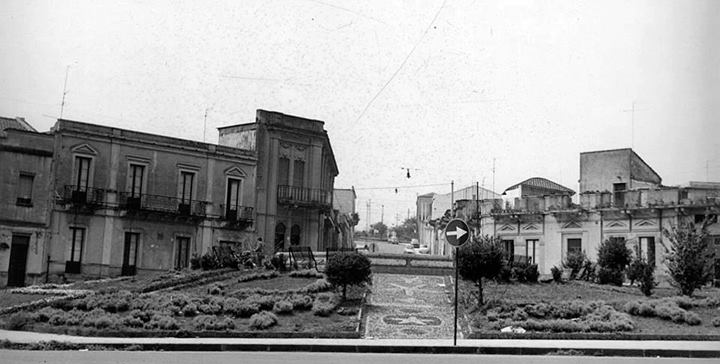
Vecchia foto di piazza VI novembre
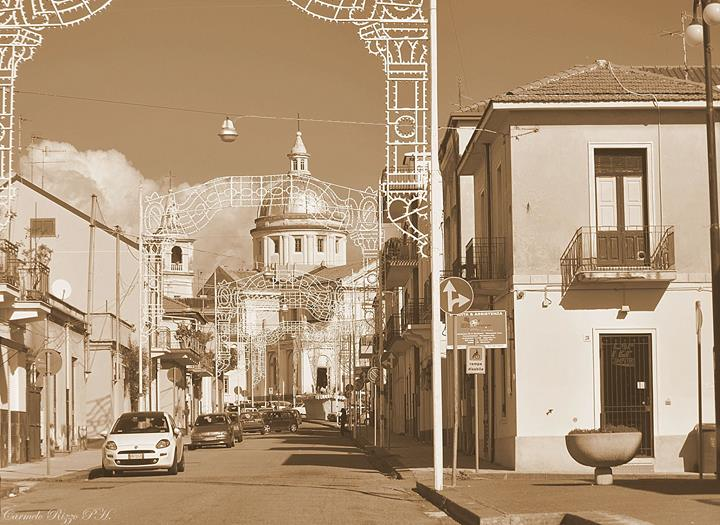
Via dei Giurati
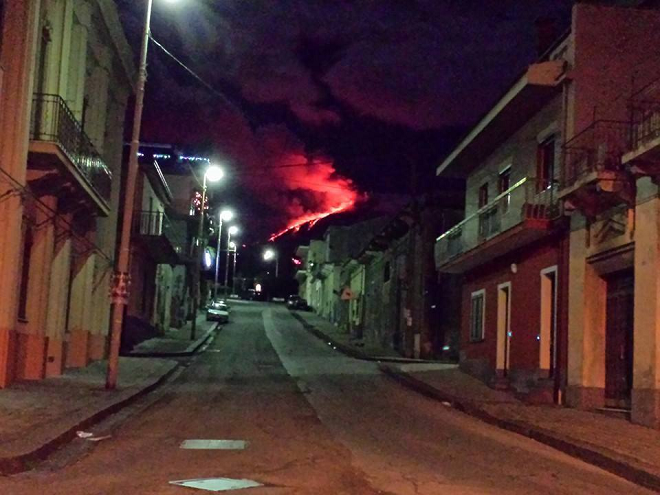
Eruzione dell'Etna vista da via Carlino